# Pandemia de COVID-19 en Polonia
La pandemia de COVID-19 en Polonia inició el 4 de marzo de 2020. En febrero y marzo de 2020, durante la pandemia de coronavirus 2019-20, las autoridades de salud en Polonia llevaron a cabo pruebas de laboratorio de casos sospechosos de infección por SARS-CoV-2, uno de los siete coronavirus humanos conocidos, así como la cuarentena y el monitoreo en el hogar.
Hasta el 6 de septiembre de 2022, se contabiliza la cifra de 6,193,765 casos confirmados 117,174 fallecidos y 5,335,959 pacientes recuperados del virus.

## Cronología

### Marzo
El primer caso de una infección por SARS-CoV-2 confirmada por laboratorio en Polonia fue la de un hombre hospitalizado en Zielona Góra, con confirmación oficial anunciada el 4 de marzo de 2020. La fase de transmisión local del SARS-CoV-2 en Polonia fue declarada a la Organización Mundial de la Salud el 10 de marzo.
La primera muerte por enfermedad por coronavirus 2019 (COVID-19) en Polonia fue la de una mujer de 56 años el 12 de marzo. Las autoridades polacas no participaron en el procedimiento de licitación de la Unión Europea del 28 de febrero de 2020 para comprar equipos médicos relacionados con la pandemia COVID-19, en el que participaron otros 20 Estados miembros. Polonia solicitó el 6 de marzo la licitación del 17 de marzo para la compra de guantes, gafas, protectores faciales, máscaras quirúrgicas y ropa protectora; la Comisión Europea declaró que todas las solicitudes en la licitación fueron satisfechas por las ofertas.

### Abril
Al 30 de abril de 2020, había 12,877 casos de SARS-CoV-2 confirmados por laboratorio  y 644 muertes y hubo 3236 recuperaciones al 30 de abril de 2020. Las medidas de control de tipo de cierre comenzaron el 10 y 12 de marzo, cerraron las escuelas y las clases universitarias y cancelaron eventos masivos, y se fortalecieron el 25 de marzo, limitando las reuniones no familiares a dos personas y las reuniones religiosas a seis y que prohíbe los viajes no esenciales. El 20 de marzo, el Ministerio de Salud intentó evitar que el personal médico comentara sobre la pandemia. El Defensor del Pueblo polaco, Adam Bodnar, defendió el derecho del personal médico a hablar públicamente sobre la epidemia por razones constitucionales de libertad de expresión y el derecho del público a la información. Los médicos se opusieron a las órdenes de autocensura.Los recuentos de muertes inicialmente solo incluían muertes por infección por SARS-CoV-2 confirmada por laboratorio (U07.1).
A partir del 1 de abril de 2020, las muertes que fueron diagnosticadas clínica o epidemiológicamente como COVID-19 (U07.2)) también fueron consideradas como muertes por COVID-19 por NIPH-NIH. A partir del 28 de marzo de 2020, las personas en Polonia que murieron en cuarentena por sospecha de COVID-19 no fueron examinadas post mortem para el SARS-CoV-2. Al 29 de marzo de 2020, había 269.307 personas en cuarentena por sospecha de infección por SARS-CoV-2 y se habían realizado 42.783 pruebas de SARS-CoV-2 desde el comienzo de las pruebas. Las restricciones de cierre se endurecieron a partir del 31 de marzo al 1 de abril por una regulación gubernamental, que exige que las personas que caminan por las calles estén separadas por dos metros, cierren parques, bulevares, playas, peluquerías y salones de belleza, y prohíban a los menores no acompañados salir de sus hogares. Un reglamento de seguimiento el 10 de abril aflojó las restricciones a las reuniones públicas a partir del 20 de abril, permitiendo reuniones religiosas y funerales para un máximo de 50 personas.

### Junio
El gobierno dispone el cierre temporal, a partir del 9 de junio, de doce minas en la región de Silesia.

## Estadísticas

### Casos por voivodatos
| Gran Polonia         | 583 521   | 10 483  |
| Cuyavia y Pomerania  | 363 718   | 7225    |
| Pequeña Polonia      | 465 895   | 9407    |
| Łódź                 | 367 689   | 8109    |
| Baja Silesia         | 457 973   | 7435    |
| Lublin               | 311 674   | 7773    |
| Lubusz               | 154 220   | 3165    |
| Mazovia              | 914 442   | 14 490  |
| Opole                | 148 173   | 3345    |
| Podlaquia            | 149 479   | 3625    |
| Pomerania            | 396 910   | 6610    |
| Silesia              | 719 415   | 14 057  |
| Subcarpacia          | 243 081   | 7120    |
| Santa Cruz           | 146 148   | 4130    |
| Varmia y Masuria     | 233 886   | 4589    |
| Pomerania Occidental | 290 662   | 4652    |
| Polonia              | 6 038 893 | 116 486 |

## Vacunación
La vacunación contra la COVID-19 en Polonia es la estrategia nacional de vacunación que está en curso desde el 27 de diciembre de 2020 para inmunizar a la población contra la COVID-19 en el país, en el marco de un esfuerzo mundial para combatir la pandemia de COVID-19.

## Respuesta de la Unión Europea
A partir de finales del primer trimestre de 2020, varios de los Estados miembros de la Unión se confrontaron a la crisis sanitaria de la pandemia de COVID-19. El impacto mediático generado por la situación, precipitó a los gobiernos nacionales y a las instituciones europeas a una situación sin precedentes, que en marzo, llevó a que los Estados miembros aceptaran la recomendación emitida por la Comisión Von der Leyen sobre lo que deberían hacer para restringir la entrada en el territorio a los residentes extracomunitarios. Casi al mismo tiempo, la Comisión lanzó su primera reserva de material médico con el fin de repartirlo a los Estados de la Unión más afectados por la pandemia.
En abril se sucedieron numerosas acciones políticas en respuesta a la crisis. En primer lugar reaccionó el Banco Central Europeo (BCE) con un programa de compra de títulos para evitar el colapso de los mercados de deuda, lo que contribuyó a estabilizar la situación financiera. Entonces, tras ser aprobada por primera vez la denominada “cláusula general de salvaguarda” prevista para escenarios de graves crisis generalizadas que afecten a la eurozona, la Comisión pudo levantar los límites que fijaba el pacto de estabilidad y crecimiento. De esta forma se autorizó a los gobiernos nacionales a inyectar en la economía tanto dinero «como fuese necesario». A dicha flexibilización se añadieron también los cambios en la autorización de ayudas públicas, ya que la normativa permitió otorgar hasta 800.000 euros por compañía en forma de subvención directa o ventajas fiscales. De manera complementaria, el Eurogrupo logró un acuerdo la segunda semana de abril que estableció los detalles de la primera red de seguridad comunitaria contra los efectos de la pandemia.
Pero el anuncio más destacado llegó el 18 de mayo de 2020, cuando en una rueda de prensa Merkel y Macron presentaron un plan para la UE en el marco de la crisis de la pandemia. Este impulso se integró con varias acciones institucionales de las semanas anteriores, y sirvió de base al plan recuperación económica (Next Generation EU) presentado por Von der Leyen la semana siguiente. Empero, el anuncio conjunto de Merkel y Macron fue impulsado por un fallo del Tribunal Constitucional de Alemania, que días antes había puesto en duda la independencia del Banco Central Europeo (BCE) para mantener a flote las economías de los miembros más vulnerables de la organización, así como la gobernabilidad de la UE. Hasta entonces, Merkel —quien ocho años antes, en el punto más álgido de la crisis del euro, aseguró que no habría eurobonos «mientras yo viva»— se había opuesto a la propuesta de Macron para crear un fondo que obligaría a los 27 a aumentar la deuda de forma conjunta.
En diciembre de 2020, la vacuna Tozinameran contra la COVID-19 logró la autorización de comercialización en la UE. BioNTech (Societas europaea), el laboratorio al origen de dicho producto, había recibido más de 9 millones de euros de financiación de la UE para la investigación durante la década precedente. Además, en junio fue beneficiario de un préstamo de 100 millones de euros del Banco Europeo de Inversiones (BEI), respaldado por la UE. Esto ayudó al laboratorio alemán a ampliar sus capacidades de fabricación y a suministrar la vacuna a nivel mundial.
En el plano internacional, durante el mes de mayo la Comisión lanzó la "Respuesta mundial al coronavirus", una acción que perseguía el «acceso universal a vacunas, tratamientos y tests de coronavirus asequibles». En la primera jornada del evento quedó cubierto el objetivo monetario de 7400 millones de euros, más de un tercio de los cuales procedían de la UE y sus Estados miembros. Este “maratón mundial de donantes”, dio paso al lanzamiento de una campaña denominada Global Goal: Unite for our Future que culminó el 27 de junio con una cumbre mundial de donantes, presidida por Von der Leyen, que recaudo 6.150 millones de euros.